# 光辉街道
光辉街道，是中华人民共和国辽宁省沈阳市于洪区下辖的一个乡镇级行政单位。

## 行政区划
光辉街道下辖以下地区：
光辉社区、南台村、解放村、于金村、万金村、三台村、建设村、尚义村、新安村、鲜丰村、达连村、双树子村、新义村、十里河村、永光村、西十里河村、薄荷村、集体村、门台村、高台村、东老边村、西老边村和开隆村。